# Super League 2018-2019 (calcio femminile Belgio)
L'edizione 2018-2019 è stata la quarta della Super League, la massima serie del campionato belga femminile di calcio. Il torneo ha preso il via il 7 settembre 2018 e si è concluso il 17 maggio 2019.
Il campionato è stato vinto dall'Anderlecht, al secondo titolo consecutivo di Super League, nonché sesto titolo di campione belga. Kassandra Missipo, calciatrice del Gent, ha vinto lo Sparkle, il premio come migliore calciatrice della stagione.

## Stagione

### Novità
Rispetto alla precedente edizione della Super League, il numero di squadre partecipanti è rimasto invariato con nessuna variazione tra le squadre partecipanti.

### Formato
Come nella precedente edizione, il campionato venne articolato su due fasi. Nel corso della prima fase le sei squadre partecipanti si affrontavano in un doppio girone all'italiana con partite di andata e ritorno per un totale di 20 giornate. Le squadre accedevano alla seconda fase con metà dei punti conquistati nella prima fase, con eventuale arrotondamento per eccesso. Nella seconda fase le migliori quattro giocavano un ulteriore girone all'italiana e la prima classificata veniva dichiarata campione del Belgio e veniva ammessa alla UEFA Women's Champions League della stagione successiva. Le peggiori due della prima fase giocavano una doppia sfida per la determinazione dei piazzamenti. Non erano previste retrocessioni in Division 1.

### Avvenimenti
La partita tra Standard Liegi e Anderlecht, valida per l'ottava giornata di campionato in programma il 16 novembre 2018, venne sospesa nel corso del secondo tempo a causa di incidenti tra le tifoserie, mentre l'Anderlecht era in vantaggio grazie alla rete di Tine De Caigny. La partita venne, successivamente, fissata sul punteggio di 0-1 per l'Anderlecht, come al momento della sospensione, ma senza assegnare punti in classifica.

## Squadre partecipanti
| Club           | Città             | Stadio                         | Stagione precedente      |
| -------------- | ----------------- | ------------------------------ | ------------------------ |
| Anderlecht     | Anderlecht        | RSCA Football Academy          | 1º posto in Super League |
| Genk           | Genk              | Turkse Rangers                 | 3º posto in Super League |
| Gent           | Gand              | Stadio PGB                     | 2º posto in Super League |
| Heist          | Heist-op-den-Berg | Centro sportivo comunale       | 6º posto in Super League |
| OH Lovanio     | Lovanio           | Stadio Gemeentelijk            | 5º posto in Super League |
| Standard Liegi | Liegi             | Accademia Robert Louis-Dreyfus | 4º posto in Super League |

## Prima fase

### Classifica finale
|  | Pos. | Squadra        | Pt | G  | V  | N | P  | GF | GS  | DR   |
|  | ---- | -------------- | -- | -- | -- | - | -- | -- | --- | ---- |
|  | 1.   | Anderlecht     | 48 | 20 | 16 | 3 | 1  | 72 | 13  | +59  |
|  | 2.   | Gent           | 37 | 20 | 11 | 4 | 5  | 60 | 23  | +37  |
|  | 3.   | Standard Liegi | 35 | 20 | 10 | 5 | 5  | 55 | 19  | +36  |
|  | 4.   | Genk           | 31 | 20 | 8  | 7 | 5  | 50 | 27  | +23  |
|  | 5.   | OH Lovanio     | 15 | 20 | 4  | 3 | 13 | 24 | 48  | -24  |
|  | 6.   | Heist          | 0  | 20 | 0  | 0 | 20 | 2  | 133 | -131 |

Legenda:
      Ammessa al girone per il titolo.
      Ammessa al girone per i piazzamenti.
Regolamento:
Tre punti a vittoria, uno a pareggio, zero a sconfitta.
Note:
All'Anderlecht non sono stati assegnati i 3 punti della vittoria nell'ottava giornata.

### Risultati
|                | And  | And  | Gnk  | Gnk  | Gnt  | Gnt  | Hei  | Hei  | OHL  | OHL  | Sta  | Sta  |
| -------------- | ---- | ---- | ---- | ---- | ---- | ---- | ---- | ---- | ---- | ---- | ---- | ---- |
| Anderlecht     | –––– | –––– | 0-1  | 0-3  | 3-2  | 2-2  | 12-0 | 5-0  | 7-2  | 3-0  | 1-0  | 1-0  |
| Genk           | 0-0  | 1-2  | –––– | –––– | 1-2  | 0-0  | 9-1  | 7-0  | 4-0  | 3-1  | 3-0  | 1-1  |
| Gent           | 1-1  | 1-3  | 5-2  | 3-3  | –––– | –––– | 8-0  | 3-0  | 1-1  | 3-1  | 1-1  | 1-3  |
| Heist          | 0-9  | 0-7  | 0-5  | 0-7  | 0-8  | 0-6  | –––– | –––– | 0-1  | 0-4  | 0-10 | 0-11 |
| OH Lovanio     | 1-2  | 0-3  | 1-3  | 0-3  | 0-3  | 0-4  | 5-1  | 3-0  | –––– | –––– | 2-2  | 1-4  |
| Standard Liegi | 0-1  | 1-4  | 4-2  | 0-0  | 2-0  | 1-0  | 8-0  | 5-0  | 0-0  | 2-1  | –––– | –––– |

## Seconda fase

### Girone per il titolo

#### Classifica finale
|  | Pos. | Squadra        | Pt | G | V | N | P | GF | GS | DR |
|  | ---- | -------------- | -- | - | - | - | - | -- | -- | -- |
|  | 1.   | Anderlecht     | 37 | 6 | 4 | 1 | 1 | 11 | 5  | +6 |
|  | 2.   | Standard Liegi | 27 | 6 | 3 | 0 | 3 | 11 | 13 | -2 |
|  | 3.   | Genk           | 24 | 6 | 2 | 2 | 2 | 7  | 9  | -2 |
|  | 4.   | Gent           | 23 | 6 | 1 | 1 | 4 | 8  | 10 | -2 |

Legenda:
      Campione del Belgio e ammessa alla UEFA Women's Champions League 2019-2020.
Regolamento:
Tre punti a vittoria, uno a pareggio, zero a sconfitta.
Punti portati dalla prima fase:
- Anderlecht 24 punti
- Gent 19 punti
- Standard Liegi 18 punti
- Genk 16 punti

#### Risultati
|                | And  | Gnk  | Gnt  | Sta  |
| -------------- | ---- | ---- | ---- | ---- |
| Anderlecht     | –––– | 2-2  | 3-0  | 3-1  |
| Genk           | 1-2  | –––– | 1-1  | 2-0  |
| Gent           | 0-1  | 0-1  | –––– | 5-1  |
| Standard Liegi | 2-0  | 4-1  | 3-2  | –––– |

### Girone per i piazzamenti

#### Classifica finale
|  | Pos. | Squadra    | Pt | G | V | N | P | GF | GS | DR |
|  | ---- | ---------- | -- | - | - | - | - | -- | -- | -- |
|  | 5.   | OH Lovanio | 6  | 2 | 2 | 0 | 0 | 9  | 0  | +9 |
|  | 6.   | Heist      | 0  | 2 | 0 | 0 | 2 | 0  | 9  | -9 |

Regolamento:
Tre punti a vittoria, uno a pareggio, zero a sconfitta.
Note:
L'Heist non si è successivamente iscritto in Super League.

#### Risultati
|            | Hei  | OHL  |
| ---------- | ---- | ---- |
| Heist      | –––– | 0-4  |
| OH Lovanio | 5-0  | –––– |